# MYNAME (音楽グループ)
MYNAME（マイネーム、韓: 마이네임）は、韓国出身の5人組男性アイドルグループ。韓国ではH2 Mediaに所属していた(現在は契約満了により個々に所属事務所は異なる)、日本での所属事務所はアービング、日本でのレコード会社は2016年よりVirgin Music。2015年まではよしもとアール・アンド・シー。

## 略歴

### 2011年
- 2011年に韓国でデビュー。Fly to the skyのHwanheeによるプロデュースであり、「メンバーがそれぞれ本人の名に懸けてベストを尽くす」という意味のグループ名が付けられた[2]。
- 10月26日、デビュー曲となるデジタルシングル「Message」のティーザーが公開され、翌27日のMnet TV『MCountdown』出演より活動開始。
- 11月5日からSBS-MTVのリアリティ番組『Ta-dah! It's MYNAME』を放送。

### 2012年
- 3月14日、日本での活動を開始。原宿アストロホールで『MYNAMEとのDATE〜White-Day Premium ファン Event〜』を行う。
- 6月1日、韓国で1stシングル「Hello&Goodbye」がリリースされ、HANTEOチャート3位を獲得。韓国の音楽番組『Wave K』で「2012年最も注目すべきK-POP新人スター」（総投票数30万票）で2位にランクインする。
- 7月に小学館の雑誌『Sho-Comi』にてメンバーが登場する漫画が連載される。
- 7月25日、1stシングル『Message』（Japanese Ver.）で正式に日本デビュー。オリコンデイリーランキングで9位、週間ランキングでは14位にランクインした。
- 11月21日に、2ndシングル「What's Up」をリリース。発売初日オリコンデイリーランキング5位、週間9位にランクインする。また、有線放送リクエストJ-POPチャートでは4位を獲得している。

### 2013年
- 1月7日から初の冠番組である『MYNAMEのWキッチン』[3]の放送がスタートした。
- 3月27日には1stアルバム『WE ARE MYNAME』を発売。初登場オリコン週間アルバムランキング3位にランクインする。

### 2014年
- 5月21日、韓国国内アイドルグループのダンスが上手なメンバー140余名が参加したダンス大会[4]で、セヨンとジニが最終1位に選ばれる。

### 2015年
- 6月、インスが韓国でライフスタイル男性誌『メンズヘルス（Men’s Health）』6月号の表紙モデルに抜擢[5]され、韓国男性誌売上1位を記録した。
- 7月28日、日本で4th Single「HELLO AGAIN」をリリース。発売初日オリコンデイリーランキング1位、週間3位にランクイン。8月19日付「週間 USEN HIT K-POPランキング」4thシングル「HELLO AGAIN」で1位を記録した。
- 10月3日、インスが世界的な障害物競走『URBANA THLON』のソウル大会で広報大使に委嘱され[6]、競技にも出場する、と自身のInstagramで報告した。
- 2015年12月から2016年3月にかけて、JALグループ国際線の機内オーディオにて『MYBESTNAME!』が紹介される。

### 2016年
- 2月11日、CBCテレビ『アイドリぃむ！LIVE Vol.4』[7]の公開収録を名古屋ボトムラインにて行う。MYNAMEのバックダンサーオーディションの審査員としてセヨンが登場。
- 8月12日、『F.C.MEN presents MATCH for JUNSU in JAPAN ?当分見れないジュンス団長の勇姿を見逃すな！?』にセヨン出場。
- 11月3日から18日まで渋谷「L.LovesR(エルラブズアール)」[8]にてコラボカフェ開催 (その後期間延長)。
- 11月13日(日) 発売「スポーツニッポン東京版」にインタビュー記事掲載。翌秋にインスが兵役で離脱することを紙面で発表した。[9]

### 2017年
- 4月1日より全12話で放送される、大元放送『獣電戦隊キョウリュウジャーブレイブ』(韓国放送名：『パワーレンジャー ダイノフォースブレイブ』）にセヨンが出演 (4月5日よりJEITV、Animax、Daekyo、KBS kids)。[10]
- 7月19日、インスが韓国ファンカフェで、7月20日には日本公式サイトで、兵役による休業についてファンに向けてのメッセージを発表[11]。
- 9月9日、インスのソロ写真集『IN NAKED X INSOO』を発売。
- 10月26日、インスが忠清南道論山訓練所に入所して基礎軍事訓練を開始。約2年間、韓国で兵役に就く。
- 2017年10月28日(土) から始まったKBSのアイドルリブート番組「The Unit」プロジェクト[12]企画で韓国でのデビュー経験のある者か練習生の中で優秀な者126人が参加者に選出され、インスを除く、コヌ、セヨン、ジュンＱ、チェジンもその中に入り、参加者全員がほとんど夜も眠れなかったという過酷なミッション[13]に挑んだが、最終的には「再デビューグループ」[14]の9人には4人とも残れない結果となった。

### 2018年
- 7月20日、『テレビ朝日・六本木ヒルズ 夏祭り SUMMER STATION』の日替わり音楽ライブ“コカ･コーラ SUMMER STAION 音楽LIVE”に4人で出演[15]

### 2019年
- 12月4日、韓国の所属事務所「H2Media」がメンバー5人との専属契約を終了。一時は解散と報じられたが、その後グループは存続することが明らかとなった[16]。なお日本では、グループとしては引き続きアービングと専属契約している。

### 2020年
- 4月20日、インスがiMe KOREAと専属契約を締結[17]。

### 2021年
- 5月4日、ジュンQがC-JeSエンターテインメントと専属契約を締結[18]。
- 9月10日、コヌがソロ活動名を「NiiiiiA（ニア）」へ変更。またソロでの活動において、日本の所属事務所WORLD ENTERTAINMENTをへ移籍[19]。
- 12月22日、チェジンがPLVL ENTERTAINMENTと専属契約を締結。活動名を「ド・イヒョン」へ変更[20]。

### 2022年
- 8月3日、兵役を終えたコヌ（ニア）が初ソロミニアルバム「2Years」をリリース[21]。
- 12月21日、メンバーの中で最後に兵役に就いたセヨンが満期にて除隊となった[22]。

## メンバー

### コヌ (GUN WOO)
- 本名：イ・ゴヌ（朝: 이건우 / 英語：Lee Gun Woo / 漢字：李建雨）
- 生年月日：1989年1月30日（36歳）
- 担当：リーダー、メインボーカル
- 身長181cm、体重57kg、血液型AB型。
- 特技：運動、フットサル、サッカー
- 趣味：洋服のリフォーム
- 好きな音楽ジャンル：ハウス、エレクトロニック、R&B
- 好きな食べ物：肉類
- 好きな色：黒、赤
- その他
  - 2019年4月に公式より持病であった膝の手術のお知らせがアップされた
  - オルチャン出身
  - 元々デザイナーになるのが夢だったが、歌手になりませんか？と言われ、家族に相談したところ母が快諾し「やってみたら？」と言われて練習生になった
  - 日本の歌手では、中島美嘉、平井堅が好き。
  - ファッションにすごく興味があり、自分を着飾るのが趣味。

### インス (IN SOO)
- 本名：カン・インス（朝: 강인수 / 英語：Kang In Soo / 漢字：姜仁秀）
- 生年月日：1988年3月10日（37歳）
- 担当：ダンス・ボーカル
- 身長178cm、体重64kg、血液型AB型。
- 特技：バスケットボール、バレエ
- 趣味：音楽、運動、ゴルフ
- 好きな音楽ジャンル：R&B、Old music
- 好きな食べ物：なんでも
- 好きな色：黒、白
- その他
  - MYNAMEの中では最年長。
韓国の人気オーディション番組「スーパースターK」出身。
  - 昔から運動が好きで、柔道、バスケットボールをしていた。
  - クラシックバレエも7年間習っていた。
  - 韓国ライフスタイル男性誌「メンズヘルス（Men’s Health）6月号」の表紙モデルに抜擢され、韓国男性誌売上1位を記録した。

### セヨン (SE YONG)
- 本名：キム・セヨン（朝: 김세용 / 英語：Kim Se Yong / 漢字：金世容）
- 生年月日：1991年11月20日（33歳）
- 担当：ダンス・ラップ
- 身長177cm、体重58kg、血液型O型。
- 特技：サッカー
- 趣味：運動、ダンス
- 好きな音楽ジャンル：ヒップホップ、バラード
- 好きな食べ物：肉類、フルーツ
- 好きな色：黒、白
- その他
  - JYPエンターテインメント練習生出身。
  - 小さい頃の夢はサッカー選手だった。
  - 2014年5月韓国 Idol Dance Festival で優勝。
  - 大国男児のカラムとは高校の時の同級生でもあり、今でも親友の仲。
- 舞台
  - 「Honganji」(2016年2月17日 - 2月27日、セヨン出演は東京公演のみ)[23]
  - 「Honganji～リターンズ～」(2016年8月21日 - 8月27日)[23]
  - 『いつだって最高の友達』(2017年7月1日 - 7月9日)[24]
  - 『いつだって最高の友達』(2017年7月10日)[24]

### ジュンQ (JUN Q)
- 本名：カン・ジュンギュ（朝: 강준규 / 英語：Kang Jun Gyu / 漢字：姜俊圭）
- 生年月日：1993年8月9日（31歳）
- 担当：ラップ
- 身長180cm、体重58kg、血液型AB型。
- 特技：ギター演奏
- 趣味：買い物
- 好きな音楽ジャンル：ヒップホップ
- 好きな食べ物：酢豚
- 好きな色：黒
- その他
  - 低音ボイスでのラップが特徴で、ラップ曲「告白」という曲を作ることにも挑戦し、2014年ライブハウスツアーでお披露目した。
  - バンドが好きで中学時代、エレキギターとベースギターを三年間ほど習っていた。
  - インスとジュンQは本当の兄弟ではないが、苗字が同じため「カン兄弟」と言われることもある。
- 舞台
  - 朗読劇「最果てリストランテ」(2018年04月07日 - 15日)[25]
  - 「NOSTALGIC～再びの君へ贈る～」(2018年4月10日 - 12日)[26]

### ド・イヒョン（DO I HYEON）
- 本名：チェ・ジンソク（朝: 채진석 / 英語：Chae Jin Seok / 漢字：蔡晉碩）
- 生年月日：1995年12月26日（29歳）
- 担当：サブボーカル
- 身長176cm、体重58kg、血液型B型。
- 特技：美術
- 趣味：映画鑑賞
- 好きな音楽ジャンル：ダンス、バラード
- 好きな食べ物：ピザ、スイカ、牛肉
- 好きな色：淡い青、紫
- MYNAMEの中では最年少

## ディスコグラフィー

### 韓国

#### シングル
- 「Message」(配信) （2011年10月28日）
- 「Hello&Goodbye」 （2012年06月01日）
- 「그까짓거」（クッカジコ、Just that little thing） （2013年01月25日）
- 「Day by Day(Feat. D.O)」 （2013年11月26日） 韓国のヒップホップユニット「DEUXの元メンバー「イ・ヒョンド（D.O）」がプロデュース[27]。
- 「딱말해」（はっきり言って） （2015年05月13日）

#### ミニ・アルバム
- 『Baby I'm Sorry』 （2013年8月2日）
- 『너무 Very 막』 （2015年2月12日）

### 日本

#### シングル
| No. | 発売日         | タイトル                | 規格   | 販売生産番号                | オリコン |
| --- | -------------- | ----------------------- | ------ | --------------------------- | -------- |
| 1st | 2012年7月25日  | Message (Japanese ver.) | CD+DVD | YRCS-90015 （通常盤Type-A） | 14位     |
| 1st | 2012年7月25日  | Message (Japanese ver.) | CD+DVD | YRCS-90016 （通常盤Type-B） | 14位     |
| 2nd | 2012年11月21日 | What’s Up               | CD+DVD | YRCS-90022 （通常盤Type-A） | 9位      |
| 2nd | 2012年11月21日 | What’s Up               | CD+DVD | YRCS-90023 （通常盤Type-B） | 9位      |
| 3rd | 2013年11月20日 | Shirayuki               | CD+DVD | YRCS-90033 （通常盤Type-A） | 7位      |
| 3rd | 2013年11月20日 | Shirayuki               | CD+DVD | YRCS-90034 （通常盤Type-B） | 7位      |
| 4th | 2015年7月28日  | HELLO AGAIN             | CD+DVD | YRCS-90089 （初回限定盤）   | 3位      |
| 4th | 2015年7月28日  | HELLO AGAIN             | CD     | YRCS-90090 （通常盤）       | 3位      |
| 5th | 2017年4月5日   | 出会いあいして          | CD+DVD | UICV-9233 （初回限定盤）    | 3位      |
| 5th | 2017年4月5日   | 出会いあいして          | CD     | UICV-5059 （通常盤）        | 3位      |

#### アルバム
| No.            | 発売日        | タイトル                       | 規格                          | 販売生産番号              | オリコン |
| -------------- | ------------- | ------------------------------ | ----------------------------- | ------------------------- | -------- |
| 1st            | 2013年3月27日 | WE ARE MYNAME                  | CD+DVD                        | YRCS-95000 （初回限定盤） | 3位      |
| 1st            | 2013年3月27日 | WE ARE MYNAME                  | CD+DVD                        | YRCS-95001 （通常盤）     | 3位      |
| 2nd            | 2014年3月26日 | FIVE STARS                     | CD+DVD                        | YRCS-95017 （初回限定盤） | 5位      |
| 2nd            | 2014年3月26日 | FIVE STARS                     | CD                            | YRCS-95018 （通常盤）     | 5位      |
| 3rd            | 2015年3月10日 | I.M.G.～without you～          | CD+DVD                        | YRCS-95028 （初回限定盤） | 2位      |
| 3rd            | 2015年3月10日 | I.M.G.～without you～          | CD                            | YRCS-95029 （通常盤）     | 2位      |
| 4th （ベスト） | 2015年11月4日 | MYBESTNAME!                    | CD+DVD+スペシャルブックレット | YRCS-95043 （初回限定盤） | 2位      |
| 4th （ベスト） | 2015年11月4日 | MYBESTNAME!                    | CD                            | YRCS-95044 （通常盤）     | 2位      |
| 5th            | 2016年12月7日 | ALIVE ～Always In Your Heart～ | CD+DVD                        | UICV-9228 （初回限定盤）  | 2位      |
| 5th            | 2016年12月7日 | ALIVE ～Always In Your Heart～ | CD                            | UICV-1080 （通常盤）      | 2位      |
| 6th            | 2017年7月9日  | MYNAME is                      | CD+DVD                        | UICV-9257 （初回限定盤）  | 4位      |
| 6th            | 2017年7月9日  | MYNAME is                      | CD                            | UICV-1086 （通常盤）      | 4位      |
| 7th            | 2018年7月25日 | KISEKI                         | CD+DVD                        | UICV-9285 （初回限定盤）  | 3位      |
| 7th            | 2018年7月25日 | KISEKI                         | CD                            | UICV-1099 （通常盤）      | 3位      |

#### 映像作品
- 2013年7月31日 MYNAMEのWキッチン
- 2013年12月11日 MYNAME LIVE TOUR 2013～THE DEPARTURE～
- 2014年2月7日 新大久保物語

## ライブ活動

### デュエット・ユニットライブ

#### 1st Premium Duet Live Gunwoo×Insoo
- 2017年1月4日：川口リリアメインホール昼夜公演（コヌとインス）

#### MYNAME IsY(ｲﾝｽ&ｾﾖﾝ) Live Black swan
- 2024年3月23日：NEW SIDE BEACH 昼夜公演

#### MYNAME V(ｲﾝｽ&ｺﾇ&ｲﾋｮﾝ) Live
- 2024年5月25日：横浜YTJホール 昼夜公演
- 2024年5月26日：梅田シャングリラ 昼夜公演

#### MYNAME IsY(ｲﾝｽ&ｾﾖﾝ) Live Black swan Ⅱ
- 2024年9月1日：横浜YTJホール 昼夜公演

### 海外

#### MYNAME 2016 ヨーロッパツアー
- 2016年9月1日：ドイツ ケルン(Kantine)
- 2016年9月2日：スウェーデン ストックホルム(Fryshuset)
- 2016年9月3日：ポーランド ワルシャワ(Progresja)
- 2016年9月4日：ルーマニア ブカレスト(Palatul National al Copiilor)
- 2016年9月6日：スペイン マドリード(CATS(Sala Mitty))
- 2016年9月8日：ポルトガル リスボン(Lisboa ao Vivo)
- 2016年9月10日：イギリス ロンドン(02 Academy lslington)
- 2016年9月11日：フランス パリ(Cabaret Sauvage)

### イベント

#### 韓国
- 2014年5月 韓国の Idol Dance Festival でセヨン優勝
- 2015年5月18日 横浜港を出港して5月21日仁川港に入港 MYNAMEクルーズコンサート「PASSION CREWs 2015」
※ 公演企画社の事情により開催中止となる。
- 2015年5月29日(金)〜5月31日(日)【2泊3日】「MYNAME ドキドキ キャンプ Fan Meeting in KOREA」開催
- 2015年12月12日(土) 「2015 MYNAME CUP IN KOREA スポーツ大会 ＆ ファンミーティング」
- 2016年10月21日(金)〜23日(日) 2泊3日「2016 Romantic Date with MYNAME」ツアー in 韓国(ソウル)
- 2017年5月26日(金)〜28日(日) 2泊3日「2017 MYNAME Fanmeeting　〜5月のピクニック〜」 in 韓国(ソウル)
- 2017年5月26日(金)〜29日(月) 3泊4日「2017 MYNAME Fanmeeting　〜5月のピクニック〜」 in 韓国(ソウル)
- 2017年10月20日(金)～22日(日) 2泊3日 2017 MYNAME CAMP 〜Goodbye and Hello Again〜 ツアー
- 2017年10月20日(金)～23日(月) 3泊4日 2017 MYNAME CAMP 〜Goodbye and Hello Again〜 ツアー
- 2017年10月22日(日) 2017 MYNAMEコンサート‘Message’ Yes24ライブホール in 韓国(ソウル)
- 2017年10月25日(水)～10月27日(金) 2泊3日 OFFICALインス入隊見送りツアー(韓国)
- 2017年10月26日(木) インス、忠南論山訓練所に入所し基礎軍事訓練を開始した。これから約２年間、韓国での兵役に就く
- 2017年10月28日(土) スタートする韓国番組KBS「The Unit」にコヌ、セヨン、ジュンＱ、チェジン出演(初回は映らなかった模様)
- 2018年3月30日(金)〜31日(土) 1泊2日「2018 'A great day's with MYNAME CAMP'」ツアー in 韓国(ソウル)

#### 日本
- 2012年 3月14日(水)「MYNAMEとのDATE〜White-Day Premium ファン Event〜」（原宿アストロホール）
- 2012年 6月11日(月)「MYNAMEファンクラブイベント〜Message〜」（SHIBUYA AX）
- 2012年 7月10日(火)「OTODAMA SEA SYUDIO 2012〜J:COM Presents MYNAMEスペシャルLive〜」（OTODAMA SEA STUDIO）
- 2012年 7月29日(日)「K-DREAM LIVE Vol.1」（東京ドーム）〈超新星、INFINITE、BOYFRIENDなども出演〉
- 2012年 8月 3日(金) 「フジテレビお台場冒険王」（フジテレビ本社屋）
- 2012年 8月10日(金)「2012 神宮外苑花火大会」（神宮球場*秩父宮ラグビー場）
- 2012年 8月18日(土)「ちゃおサマーフェスティバル2012」（横浜Bホール）
- 2012年 8月20日(月)「NTV汐留ライブイベント」（汐留*ぱっツン STAGE　B2Fゼロスタ広場）
- 2012年 8月25日(土)「神戸港夏物語2012」（神戸メリケンパーク特設会場および神戸港中突堤中央ターミナル特設会場）
- 2012年11月 8日(木)「Girls Award」（代々木競技場第1体育館）
- 2012年11月24日(土)「日韓ドリームゲーム」（東京ドーム）
- 2012年12月 9日(日)「街角美人Presents Color-i Pet Collection」（横浜BLIZ）
- 2013年 3月23日(土)「ガールズアワード」（代々木競技場第1体育館）
- 2013年 6月 2日(日)「K-POP FESTIVAL in KUMAMOTO」（熊本カントリーパーク）
- 2013年 7月30日(火)「MYNAME日本デビュー1周年記念FC限定イベント」（品川ステラボール）
- 2013年11月15日(金)「HWANHEE FANMEETING ”H-SOUL DEAI”」MYNAME特別出演！（渋谷公会堂）
- 2013年11月27日(水)「LIVE ARCH Vol.5 "MYNAME SPECIAL FAN MEETING"」（渋谷ヒカリエ9階）
- 2014年 2月 1日（現地時間）「韓ㆍカザフPOPコンサート」（カザフスタンアルマティ国立劇場）
- 2014年 3月23日(日)「春のPON!祭り」(汐留・日本テレビ)
- 2014年 4月23日(水)「2014ファーストファンミーティング〜新春の集い〜」（東京・ゆうぽうとホール）
- 2014年 4月27日(日)「2014ファーストファンミーティング〜新春の集い〜」（大阪・Zepp Namba）
- 2014年 7月31日(木)「MYNAME 2nd ANNIVERSARY FANMEETING “HAPPY”」（中野サンプラザ）
- 2014年 6月29日(日)「2014HWANHEE FANMEETING〜復活〜」インス出演急遽決定！（品川ステラボール）
- 2014年 8月 4日(月)お台場新大陸ライブ「MYNAME」（新大陸ドキドキアイランド内「新大陸Great Summerスタジアム」）
- 2014年 8月 9日(土)MTV ZUSHI FES 14 supported by RIVIERA MTV ZUSHI FES 14（神奈川リビエラ逗子マリーナ特設会場）
- 2014年10月13日(月・祝)「日本カワイイ博 IN NIIGATA 2014」に MYNAME 出演
- 2014年10月19日(日)学園祭「第51回けやき祭」（兵庫県尼崎市：園田学園女子大学・園田学園女子大学短期大学部）出演
- 2014年12月21日(日)「MYNAME 2014 X’masファンミーティング」（恵比寿ガーデンホール14:00〜スタンディング18:15〜全席指定）
- 2015年 3月12日(木)「第6回東京ボーイズコレクション supported by BUZZ POP」国立競技場代々木第二体育館　に出演
- 2015年 4月22日(水)「ABOUT KCON 2015 Japan SAITAMA SUPER ARENA」埼玉スーパーアリーナ MYNAME出演
- 2015年 4月22日(水)「KCON 2015 Japan×M COUNTDOWNライブ・ビューイング」全国の映画館で開催
- 2015年 8月 2日(日) K-POP SPECIAL FESTIVAL『KISSES』VOL 1 〜 2015. SUMMER 〜(パシフィコ横浜国立大ホール) 超新星、BTOB、NU'ESTと共演
- 2015年 8月16日(日) 日韓・韓日国交正常化50周年記念 韓日親善交流の夕べ『2015 KOJA CON』（大阪府立国際会議場）に出演
- 2015年 8月22日(土) ファンミーティング「MYNAME×SUMMER」〜大阪：Zepp Namba〜昼夜2公演
- 2015年 8月27日(木) ファンミーティング「MYNAME×SUMMER」〜東京：Zepp DiverCity〜昼夜2公演
- 2015年 9月24日(木)「有料mobile会員限定無料招待ファンミーティング」Zepp DiverCity(Tokyo)
- 2015年09月26日(土) MYNAME 1st Fan Meeting In Hong Kong
- 2015年09月27日(日)「第21回東京ガールズコレクション2015」(国立競技場代々木第一体育館)
- 2015年10月28日(水)日韓国交正常化 50 周年記念スペシャル企画『SUPER CONCERT “The Show”2015』さいたまスーパーアリーナ昼夜2公演、SHINee、INFINITE、GOT7、Block B と共演
- 2015年11月01日(日)日韓文化交流祭典「両輪で走る新朝鮮通信使」ゴールイベント(東京都庁都民広場)
- 2015年11月28日(土)ファンミーティング「MYNAME FANMEETING IN TOKYO〜MY BEST CHRISTMAS〜」：メルパルク東京〜昼夜2公演
- 2015年12月22日(火)「アイドリぃむ！TV Presents アイドリぃむ！ LIVE SPECIAL！」ZEPP NAGOYA
- 2015年12月26日(土)『FC MEN チャリティーファンミーティング 2015』世田谷区民会館。スケジュールの都合でセヨン以外の４人が参加(「FC MEN」・・・JYJ ジュンス率いる芸能人サッカーチーム)
- 2016年01月26日(火)「2016 K-POP STAR PREMIUM LIVE」 INFINITE × MYNAME in パシフィコ横浜　国立大ホール?昼夜2公演[28]
- 2016年03月11日(金) 東日本大震災復興イベント「第5回 福魂祭FUKUSHIMA SOUL 2016」ビックパレットふくしま
- 2016年03月13日(日) メンズダンスボーカルフェス「FabFes.2016 SPRING」Zeppダイバーシティ東京[29]
- 2016年03月27日(日)「チュウキョ～くんタウン　BOYS UNIT FES」名古屋市久屋大通公園久屋広場[30]
- 2016年03月29日(火)「ガールズブロガースタイル2016S/S」EX THEATER ROPPONGI[31]
- 2016年07月10日(日)「NSGカレッジリーグ夏フェスタお仕事体験＆大学園祭」朱鷺メッセ新潟コンベンションセンター
- 2016年05月11日(水）『SUPER CONCERT ×　SUPER FAN SPECIAL LIVE！！ 』[32]

　　※　熊本地震の影響が続く中、公演は延期となった。
- 2016年08月04日(木) 『AsiaProgress～5th Anniversary～』東京・国立代々木競技場第一体育館に出演[33]
- 2016年10月30日(日)「HELLOWEEN LIVE IN TOKYO 2016 U-KISS × MYNAME」2回公演 東京国際フォーラム ホールA に出演[34]
- 2016年10月01日(土)ファンミーティング「MYNAME日本デビュー4周年記念プレミアムファンミーティング〜3rd Story〜」：メルパルク東京　昼夜2公演
- 2016年10月08日(土)ファンミーティング「MYNAME日本デビュー4周年記念プレミアムファンミーティング〜3rd Story〜」：メルパルク大阪　昼夜2公演
- 2016年12月25日(日)ファンミーティング「MYNAME 2016プレミアムクリスマスファンミ−ティング」：東京シーサイドフェスティバルホールA　昼夜2公演
- 2016年12月28日(水)「きみだけLIVE presents BURN-UP」CODE-V、Apeaceらと共演し、Da-iCEと共にHead Linerとして最後に出演豊洲PIT[35]
- 2017年02月26日(日) 「10asia＋StarJAPAN創刊記念LIVE2017」大宮ソニックシティ大ホール 昼夜公演 ソンジェ(超新星)、MYNAME、100%、ハンビョルらと共演[36]
- 2017年03月13日(月) 「kimidori presents BURN-UP　～WHITE DAY EVE～」豊洲PIT にて Apeace、X4、BEE SHUFFLE、大国男児、ブレイク☆スルーらと共演し、ソンホ(Apeace)、カラム(大国男児)と共にセヨンがMCに挑戦[37]
- 2017年05月20日(土) 「神戸開港150年音楽祭」[38]
- 2017年08月10日(木)「BUZZ-UP 2017 summer」出演：MYNAME、FlowBack、SUPER★DRAGON、CROSS GENE、lol、ROOT FIVE、 [BUZZ-UP NEXT] 5tion、SUPER FANTASY、 [Opening Act] α-X's（アクロス）Aチーム、FAYS [MC]セヨン（MYNAME）/ MASAHARU（FlowBack） 豊洲PITにて[39]
- 2017年08月20日(日)『テレビ朝日・六本木ヒルズ夏祭り SUMMER STATION』『コカ･コーラ SUMMER STATION 音楽LIVE』SUMMER STATION LIVEアリーナ(六本木ヒルズアリーナ)『FlowBack × MYNAME』[40]
- 2017年08月22日(火)日本テレビの夏イベント「超☆汐留パラダイス！-2017SUMMER- 「MYNAME is」 Special Stage！！」[41]
- 2017年11月04日(土) 明星大学日野校学園祭【星友祭】コヌは韓国でのスケジュールが入ったため、セヨン、ジュンＱ、チェジンの３人のみの出演[42]
- 2017年12月10日(日) 舞台「さよならヨールプッキ」の上映会＆トークショー、チェジン参加(他の出演者：植野堀誠) 神戸芸術センター・プロコフィエフホール １日３公演[43]
- 2017年12月29日(金) MYNAME Fan Meeting「出会いあいしてくれてありがとう2017」東京：新宿BLAZE 昼夜公演[44]
- 2018年03月28日(水) 東京：Zepp Tokyo での「MenDress」にコヌ、セヨン、ジュンＱ、チェジンの４人で出演予定。)その他の共演者はO.Aを含めた 11組[45]。

## 書籍

### 写真集
- ETERNAL STORY (2017年4月26日)

## 出演

### 舞台・ミュージカル
- ミュージカル『ALTAR BOYZ』(2017年9月15日、16日)[46]

### テレビ（日本）
- 超☆韓ON（2011年12月9日、MUSIC ON! TV）
- 親子で一緒に！とっておき★K-POP（2012年1月3日、NHK総合）
- アジアスキ（2012年2月8日、BSジャパン）
- K-POPアイドル!登龍門（2012年7月28日、テレビ神奈川）
- ミュージャック（2012年、関西テレビ）
- ポシュレ（2012年8月20日、日本テレビ）
- 韓Chu（2012年8月20日、ホームドラマチャンネル）
- MYNAMEのWキッチン（2013年1月7日 - 2013年3月25日、TOKYO MX）
- 週刊韓♡スタイル（2013年4月8日、TOKYO MX）
- 韓国アイドルバラエティ番組「韓バラ」 (2014年4月7日(月)-TOKYO MXTV)
- ダウンタウンDX（2015年8月13日、読売テレビ)

### ドラマ(日本)
- KBOYS（2018年10月 - 、朝日放送テレビ）

### ラジオ（日本）
- 道端アンジェリカのハッピースタイル（2012年、SORANIWA FM）
- ON8（2012年8月15日、bayfm）
- VOIN DE BRIDGE（2012年8月17日、レインボータウンFM）
- K GENERATION MYNAME（2012年8月19日、Inter FM）

### 映画（日本）
- 新大久保物語（2013年11月16日公開、主演映画、舞台挨拶2回あり）

### その他（日本）
- 三愛「三愛水着楽園」キャンペーンキャラクター